# Endocarditis infecciosa
La endocarditis infecciosa es una infección de la superficie interna del corazón humano, generalmente en las válvulas.

## Síntomas
Los síntomas pueden incluir fiebre, pequeñas áreas de sangrado en la piel, soplo cardíaco, sensación de cansancio y recuento bajo de glóbulos rojos Las complicaciones pudieran incluir flujo sanguíneo retrógrado en el corazón, dificultad para bombear una cantidad suficiente de sangre para satisfacer las necesidades del cuerpo o sea insuficiencia cardíaca, conducción eléctrica irregular en el corazón, accidente cerebrovascular e insuficiencia renal

## Causas
La causa de esta enfermedad suele ser una infección bacteriana o con menor frecuencia, una infección por hongos. Los factores de riesgo incluyen la enfermedad cardíaca valvular, incluida la enfermedad reumática, la enfermedad cardíaca congénita, las válvulas artificiales, la hemodiálisis, el uso de drogas vía intravenosa y los marcapasos electrónicos. Las bacterias más comúnmente involucradas son los estreptococos o estafilococos

## Diagnóstico
El diagnóstico se sospecha con base en los síntomas y se respalda con hemocultivos o ecografías del corazón Existe una forma no infecciosa de endocarditis

## Tratamiento
El uso de antibióticos después de un procedimiento dental para prevenir la endocarditis infecciosa no está claro. Algunos los recomiendan para personas de alto riesgo, el tratamiento es generalmente con antibióticos intravenosos La elección de los antibióticos se basa en los resultados de los hemocultivos Ocasionalmente se requiere cirugía cardíaca

## Frecuencia
El número de personas afectadas es de alrededor de 5 por cada 100.000 por año. Sin embargo, las tasas varían entre las diferentes regiones del mundo La endocarditis infecciosa ocurre en hombres con más frecuencia que las mujeres El riesgo de muerte entre los afectados es de alrededor del 25% Sin tratamiento, es casi universalmente fatal